# 中平まみ
中平 まみ（なかひら まみ、1953年12月26日 - ）は、日本の小説家。

## 人物
日活映画の監督を務めた中平康の娘として1953年に東京に生まれる。本名は中平眞實。
青山学院初等部、青山学院中等部・高等部卒業。武蔵野音楽大学ピアノ科中退。
テレビ朝日の『ニュースセブン』のアシスタントを経て、1980年に『ストレイ・シープ』で田中康夫とともに文藝賞を受賞して話題となり、作家デビューする。
自殺未遂、躁鬱病を体験し、『狂躁の日々』、『囚われた天使』にその体験を描く。
以前は日本共産党の支持者であったが、2001年に行われた第19回参議院議員通常選挙に自由連合から比例代表で立候補した。1608票を得たものの落選した。
2013年6月、中平は、「1991年当時、猪瀬直樹と不倫関係にあり、ドライブデートをした際に、猪瀬が飲酒運転を行い、中央分離帯に衝突する事故を起こした」という内容の告白を『週刊文春』の取材に対して行った。当時書かれて雑誌に掲載され単行本未収録になっていた、猪瀬をモデルとした小説は、『ポランスキーも小男だけど』として刊行された。

## 著書
- 『ストレイ・シープ』河出書房新社 1981年 のち文庫
- 『映画座』河出書房新社 1982年（のち文庫版『ストレイ・シープ』に所収）
- 『令女好みの振袖紋様』河出書房新社 1985年
- 『マリリン・ブルウ』光文社文庫 1986年
- 『シュガーコオトを着た娘』角川書店 1989年 のち文庫
- 『まみのリラックス倶楽部』フレーベル館 1990年
- 『バラのしたで』マガジンハウス 1990年 のち河出文庫
- 『恋ひ恋ひて 私の万葉恋歌選』マガジンハウス 1991年 のち角川文庫
- 『恋愛論は欲しくない』河出書房新社 1991年
- 『この世で一番好きなこと』河出書房新社 1993年
- 『危うい女』河出書房新社 1994年
- 『メランコリア』作品社 1995年
- 『狂躁の日々』作品社 1996年
- 『ブラックシープ・映画監督「中平康」伝』ワイズ出版 1999年
- 『囚われた天使』KIBA BOOK 1999年
- 『フルーツフル』実業之日本社 2000年
- 『王子来るまで眠り姫』清流出版 2008年
- 『小百合ちゃん』講談社、2011年（吉永小百合の想い出）
- 『ポランスキーも小男（チビ）だけど 中平まみ-短篇集-』展望社 2013年
- 『天気の話は致しません あの作家は私の前ではこんなふう』未知谷 2014年